# Ted V. Mikels
Ted V. Mikels, né Theodore Vincent Mikacevich le 29 avril 1929 à Saint Paul (Minnesota) et mort le 16 octobre 2016 à Las Vegas (Nevada), est un réalisateur américain.

## Filmographie
- 1963 : Strike Me Deadly
- 1964 : Dr. Sex
- 1965 : One Shocking Moment
- 1966 : The Black Klansman (en)
- 1968 : Girl in Gold Boots
- 1968 : The Astro-Zombies
- 1971 : The Corpse Grinders
- 1972 : Blood Orgy of the She Devils
- 1973 : Superflics en jupons (The Doll Squad)
- 1976 : Alex Joseph and His Wives
- 1977 : Régal d'asticots (producteur)
- 1982 : Ten Violent Women
- 1987 : War Cat
- 1991 : Mission: Killfast
- 1997 : Apartheid Slave-Women's Justice
- 1998 : Dimensions in Fear
- 2000 : The Corpse Grinders 2 (vidéo)
- 2002 : Mark of the Astro-Zombies (vidéo)
- 2004 : Cauldron: Baptism of Blood (vidéo)
- 2006 : Heart of a Boy
- 2009 : Demon Haunt (vidéo)
- 2010 : Astro Zombies: M3 - Cloned
- 2012 : Astro-Zombies M4: Invaders From Cyberspace